# Ab Gritter
Albert Jan „Ab“ Gritter (* 22. Juli 1949 in Beilen; † 16. Oktober 2008 in Havelte) war ein niederländischer Fußballspieler und -trainer.
Infolge eines Herzinfarktes starb Gritter unerwartet am 16. Oktober 2008 im Alter von 59 Jahren.

## Spielerkarriere

### Verein
Zwischen 1968 und 1972 stand Gritter im Kader des niederländischen Amateurvereins Asser CV. Zu seinen größten Erfolgen mit diesem Klub gehörte der Einzug ins Amateur-Pokal-Finale 1971/72, welches man gegen Schwarz-Weiß '28 Rotterdam verlor. Durch gute Leistungen und viele Tore wurden erstmals Profivereine auf den Stürmer aufmerksam. So kam es, dass Gritter im Mai 1972 beim FC Groningen unterschrieb und in der Eredivisie am 13. August 1972 im Heimspiel gegen die PSV Eindhoven debütierte. Gritter setzte sich in seiner ersten Saison 1972/73 auf Anhieb durch und erzielte in seinem ersten Profijahr zwölf Tore in 33 Spielen. Damit war er vereinsinterner Torschützenkönig. Im Folgejahr spielte Groningen um den Klassenerhalt, verpasste diesen aber und musste in die Eerste Divisie absteigen. Dort war Gritter 1974/75 Torschützenkönig. Im Sommer 1975 nahm ihn der Erstligist FC Twente Enschede unter Vertrag, als Johan Zuidema seine Karriere aus Gesundheitsgründen beenden musste. In Enschede traf Gritter auf Jaap Bos, der bereits im Vorjahr aus Groningen kam, und blieb dem Verein als Linksaußen sieben Jahre treu. 1978 mit fünfzehn und 1979 mit vierzehn Treffern war er bester Schütze seiner Mannschaft. 1977 erreichte er mit dem Team das Endspiel um den KNVB-Pokal. Dabei setzte Twente sich mit 3:0 gegen PEC Zwolle durch und qualifizierte sich für die kommende Saison für den Europapokal der Pokalsieger. Dort schaffte es Enschede ins Halbfinale, schied aber gegen den späteren Sieger RSC Anderlecht aus. Mit insgesamt sechs Treffern im Wettbewerb war Gritter zusammen mit dem Deutschen Ferdinand Keller und dem Belgier François Van Der Elst bester Torschütze des Wettbewerbs. Als Epi Drost 1980 den Verein verließ, ernannte Twente-Trainer Hennie Hollink Gritter zum neuen Teamkapitän. 1982 lockten ihn sein ehemaliger dänischer Teamkamerad Michael Birkedahl und sein Berater Ton van Dalen zum dänischen Verein Kolding IF. Im November 1983 kehrte der Niederländer in seine Heimat zurück und unterschrieb beim Zweitligisten Heracles Almelo. 1985 schaffte der Klub den Aufstieg in die Eredivisie, wo Gritter noch ein Jahr spielte, ehe er seine aktive Laufbahn beendete.

## Erfolge als Spieler

### Verein
- KNVB-Pokal mit FC Twente Enschede: 1977

### Individuell
- Torschützenkönig der Eerste Divisie: 1975
- Torschützenkönig im Europapokal der Pokalsieger: 1978

## Trainerkarriere
Nach seiner aktiven Karriere war Gritter ab 1986 als Trainer in Dänemark aktiv. Dabei betreute er die Klubs aus Hjørring und Aabenraa in der dritten Liga. Im Sommer 1989 verpflichtete ihn der SC Heerenveen, wo er unter Cheftrainer Foppe de Haan arbeitete. Nach Meinungsverschiedenheiten verließ er den Klub bald wieder und wurde zwischenzeitlich für ein Jahr Nachwuchsleiter beim schottischen Klub Dundee United. 1992 unterzeichnete Gritter bei seinem alten Klub Heracles Almelo, wo er bis Januar 1993 arbeitete. Später trainierte der ehemalige Flügelspieler weitere unterklassige Mannschaften.

## Wissenswertes
- Als Semi-Profi arbeitete Gritter während seiner Zeit bei Twente nebenbei als Teilzeit-Lehrer in einer Schule im Enscheder Vorort Boekelo.